# Appellisme
L'appellisme ou le tiqqunisme est une idéologie politique autonome du début du XXIe siècle. Classée dans le post situationnisme, elle tire son nom de L'Appel, un livre du Comité invisible publié en 2004. Cette mouvance de l'autonomie influence plusieurs organisations  et mouvements, en particulier Les Soulèvements de la Terre ou la ZAD de Notre-Dame-des-Landes. Liée à Julien Coupat ainsi qu'à l'affaire de Tarnac, elle est par ailleurs cruciale dans le développement de la stratégie du black bloc en France. 
Malgré ces apports et ces influences, les appellistes sont aussi un mouvement politique controversé à l'extrême-gauche, notamment pour leurs positions théoriques qui sont accusées d'être une idéalisation bourgeoise de la Révolution, leur décision de négocier avec l'État lors de la ZAD de Notre-Dame-des-Landes ou le caractère autoritaire et de parti qui caractériseraient ce mouvement. En particulier, les appellistes et les anarchistes sont en conflit ouvert, les relations entre les deux groupes étant tendues au point d'aller parfois jusqu'à la violence physique entre les militants.  

## Histoire
Les appellistes se désignent de la sorte en référence au livre L'Appel, publié par les futurs membres du Comité invisible en 2004.  Le terme de tiqquniens existe aussi, en référence à la revue de philosophie Tiqqun, où le noyau de cette mouvance écrit au départ. Lorsque Tristan Garcia revient sur ce qui caractériserait les appellistes, il les décrit comme un mouvement cherchant l'insurrection immédiate en rompant avec les « structures vieillissantes du mouvement ouvrier », cherchant un communisme « concret » et séparé des revendications syndicales « trop policées ». Alexander Dunlap les caractérise comme proches d'une sorte de blanquisme écologiste, c'est-à-dire des militants cherchant une avant-garde révolutionnaire et environnementale. Pour le sociologue Philippe Corcuff, il s'agit d'une « galaxie » de militants influencés par la pensée situationniste.
Les appellistes influencent, soutiennent et s'intègrent au mouvement zadiste, aux côtés d'anarchistes ou encore de décroissants,,. Ils obtiennent une place notable pendant la ZAD de Notre-Dame-des-Landes et introduisent en partie la pratique du black bloc en France,,. Les Soulèvements de la Terre ou le média Lundimatin sont liés avec cette mouvance de l'autonomie. 
Lors de la ZAD de Notre-Dame-des-Landes, les clivages politiques se forment entre les appellistes réunis dans le CMDO ('Comité de maintien des occupations'), d'une part, et les anti-autoritaires/anarchistes et féministes, d'autre part. Ces groupes s'opposent aussi sur des bases territoriales et sociologiques, tandis que les appellistes sont généralement composés d'une population militante plus bourgeoise et située à l'ouest de la ZAD, leurs opposants sont de leur côté plutôt issus d'une population plus pauvre et située à l'est. Les appellistes sont notamment accusés d'être autoritaires dans le cadre des conflits internes à la ZAD. En 2018, après l'abandon du projet de l'aéroport de Notre-Dame-des-Landes, les appellistes décident de négocier avec l'État français et d'accepter la proposition faite par la préfète et Nicolas Hulot de morceler le territoire de la ZAD entre toutes les personnes déclarant leur identité et ce qu'ils souhaiteraient faire du territoire - dont l'État les ferait alors propriétaires. Cette position provoque une scission au sein des zadistes, les anarchistes étant en fort désaccord avec ce choix et le conflit jusqu'alors larvé prend une tournure plus violente. Les appellistes s'attaquent à l'un d'entre eux, le « tabassant » chez lui, avant de l'enfermer dans le coffre d'une voiture et d'aller le déposer devant l'hôpital psychiatrique de Blain,.
En 2023, le fait que Julien Coupat, l'un des principaux auteurs du Comité invisible, adopte des thèses conspirationnistes proches de l'extrême droite dans son nouveau livre, le Manifeste conspirationniste, et qu'il souhaite faire rééditer L'Appel sous son seul nom, provoque de graves conflits et des règlements de compte au sein même des appellistes,.

## Critiques
Lorsque le média appelliste Numéro Zéro s'intéresse à la question, il donne une liste d'accusations pesant sur les appellistes dans les milieux d'extrême gauche et essaie de les défendre. Dans les accusations recensées par Numéro Zéro on trouve le fait que les appellistes sont décrits comme autoritaires, cherchant à prendre le contrôle des luttes à travers de logiques de partis, protégeraient des agresseurs sexuels dans leurs organisations, et l'affaire du militant frappé et mis dans le coffre. Le média remet en question l'existence de l'appellisme et essaie de défendre les appellistes de ces accusations.
Dès 2010, dans certaines publications anarchistes, la pensée tiqqunienne est décrite comme une « idéalisation » romantique et bourgeoise des luttes sociales,. L'UCL écrit alors que selon eux :

« Ce qui caractérise la mouvance [appelliste], c’est la nostalgie d’une communauté traditionnelle mythifiée, antérieure au « règne de la marchandise ». Cet imaginaire aux relents réactionnaires n’hésite pas, pour appuyer sa critique de la « modernité », à se référer explicitement à un florilège de penseurs contre-révolutionnaires. »